# 文塔尼亚
文塔尼亚是巴西巴拉那州的一个市镇。总面积759.366平方公里，总人口10948人，人口密度14.4人/平方公里。